# ウィニー・マンデラ
ウィニー・マンデラ（Winnie Madikizela-Mandela、1936年9月26日 - 2018年4月2日）は、南アフリカの女性活動家、政治家。ネルソン・マンデラの2番目の妻。
国母と評価される一方で、黒人民族主義的な発言は議論の対象となっている。
しばしば、イスラエルの反社会組織や経済的解放の闘士のジュリアス・マレマ党首との緊密な関係が報道されていた。

## 生涯
ウィニー・マンデラのコサ語の名前は、『ノムザモ』(Nomzamo)で、「試練」という意味である。1936年9月26日にエボングゥエニに生まれる。トランスカイやヨハネスブルグで職を得る。ウィニーは、学校に通いながら、ソーシャルワーカーの資格を得ている。1957年に、後に大統領になるネルソン・マンデラと知り合い、1958年に結婚する。なお、マンデラには、1944年に結婚していた妻のエブリン(Evelyn)がいたが、1957年に離婚している。そのころより、ウィニーは、南アフリカ政府と対決し、逮捕・拘禁もいくばくか経験する活動家としての生涯に踏み出すこととなる。1959年には、娘のゼザニ(Zezani)が生まれ、1960年には、娘のジンジ(Zindzi)が生まれている。後に、ウィットウォーターズランド大学(University of Witwatersrand)で国際関係論の学士号を取得した。
1960年3月21日に起きたシャープビル虐殺事件に対する抗議活動を抑えるため、3月30日に南アフリカ政府は非常事態宣言を行い、今まで非暴力路線を貫いていたアフリカ民族会議(ANC)を非合法化する。1961年より、夫のネルソン・マンデラが、アフリカ民族会議の軍事組織『ウムコント・ウェ・シズウェ』で非合法活動に専念する。1962年8月5日、ネルソン・マンデラは逮捕されるが、裁判の支援活動で、妻のウィニーは多忙となる。1964年6月12日、夫に終身刑の判決が確定する。夫への面会活動を続ける。その後、1969年初めから18ヶ月、ウィニー自身がプレトリア中央刑務所で反テロリズム法(The notorious Terrorism Act)に基づき、共産主義禁止法(the Suppression of Communism Act)違反の容疑で拘禁される。釈放後も、夫の面会活動は続けられ、「ネルソン・マンデラの妻」として、世界中のマスコミから注目を集めることとなる。1978年、ソウェト蜂起を扇動した容疑で逮捕されるが、無罪を勝ちとる。1985年4月13日のスピーチにおいての、黒人の裏切り者に対してタイヤネックレスと呼ばれるリンチ行為を当然視するようなウィニーの発言内容に対して、批判の声も上がる。1988年12月29日、ウィニーが主宰していたサッカークラブ『マンデラ・フットボールクラブ』のメンバーが、ソウェトの14歳の少年ジェイムズ・セイペイ(James Seipei)を誘拐し殺害するという事件が起き、ウィニーの関与が取りざたされた。後に、1991年6月、裁判所は関与を認め、ウィニーに懲役6年の判決を下すが、執行停止となる。
1990年2月11日のマンデラ釈放を迎える。ウィニーもマンデラの妻としてテレビ映像に登場し、世界中の注目を集める。ANC内部とウィニーとの不和も取りざたされる。ウィニー本人に、1992年4月13日に、ネルソン・マンデラにより離婚の記者会見が行われる。しかし、南アフリカのANC支持者のウィニーに対する人気は、衰えなかった。1993年12月、アフリカ民族会議女性同盟の議長に選出される。1996年3月に正式に離婚となる（その後、1998年にマンデラはモザンビーク初代大統領サモラ・マシェルの妻であったグラサ・マシェルと結婚している）。1997年4月、ANC女性同盟の議長に再び選出される。
2003年4月24日、ウィニーに、ANC女性同盟の議長時代の公金流用において、詐欺および窃盗罪で懲役5年の有罪判決が下る。直後、ANC の公的ポストの辞任を表明する。2004年7月の控訴審で、詐欺について懲役3年半の判決が下りる。2004年7月18日のネルソン・マンデラの誕生日パーティーに招待され、元夫婦の写真が報道された。2007年12月21日、アフリカ民族会議全国大会の執行委員選挙で、最高票をとり執行委員に選出される。2008年5月から6月にかけての、南アフリカで頻発していた周辺諸国からの移住者に対する襲撃事件を強く非難すると共に、移住者の住宅問題などの南アフリカ政府の政策をも批判している。2009年の南アフリカの総選挙では、ANC の候補者の序列で第5位となっている。イギリスのオブザーバー紙の観測によると、貧困層の根強いウィニー支持があるとしている。
2009年11月、ジェニファー・ハドソンが、ウィニー・マンデラ役で主演する映画『ウィニー』が製作され、2010年完成予定であることが明らかとなる（実際には2011年完成。2013年9月南アフリカ、カナダにおいて公開）。
2018年4月2日、ヨハネスブルグにて死去。

## 著作
- わが魂はネルソンとともに　阿部登・村上淳彦 訳　新日本出版社、1987年12月。ISBN 978-4406015714